# Невіш (футбольний клуб, Сан-Томе і Принсіпі)
Футебол Клубе Невіш або просто Невіш (порт. Futebol Clube Neves) — футбольний клуб з містечка Невіш в районі Лобата на острові Сан-Томе, в Сан-Томе і Принсіпі. В місті Невіш виступала ще одна футбольна команда — Бела Вішта.

## Історія
У 2000-их роках Невіш в основному грав у Другому дивізіоні, поки вони не підвищився до Першого дивізіону в сезоні 2009-10 років. Невіш грав у вищому дивізіоні Чемпіонату острова, поки не вибув в 2011 році після того, як посів десяте місце з 17 очками. Клуб провів два роки в Другому дивізіоні, поки знову не повернувся до вищого дивізіону в 2014 році; Невіш посів шосте місце в Першому дивізіоні 2014 року і продовжує в ньому виступати в сезоні 2015 року.

## Історія виступів у лігах та кубках
| Сезон | Див. | Міс. | Іг. | В | Н | П  | ЗМ | ПМ | РМ  | О  | Кубок | Кваліфікація/вибування                            |
| ----- | ---- | ---- | --- | - | - | -- | -- | -- | --- | -- | ----- | ------------------------------------------------- |
| 2011  | 2    | 10   | 21  | 3 | 8 | 10 | 24 | 37 | -13 | 17 |       | Вибування до Другого дивізіону Чемпіонату острова |
| 2012  | 3    |      | 18  | - | - | -  | -  | -  | -   | -  |       |                                                   |
| 2013  | 3    |      | 18  | - | - | -  | -  | -  | -   | -  |       | Вихід до Першого дивізіону Чемпіонату острова     |
| 2014  | 2    | 6    | 18  | - | - | -  | -  | -  | -   | -  |       | Жоден                                             |
| 2015  | 2    |      | 18  | - | - | -  | -  | -  | -   | -  |       |                                                   |